# Rathaus (Hallstadt)

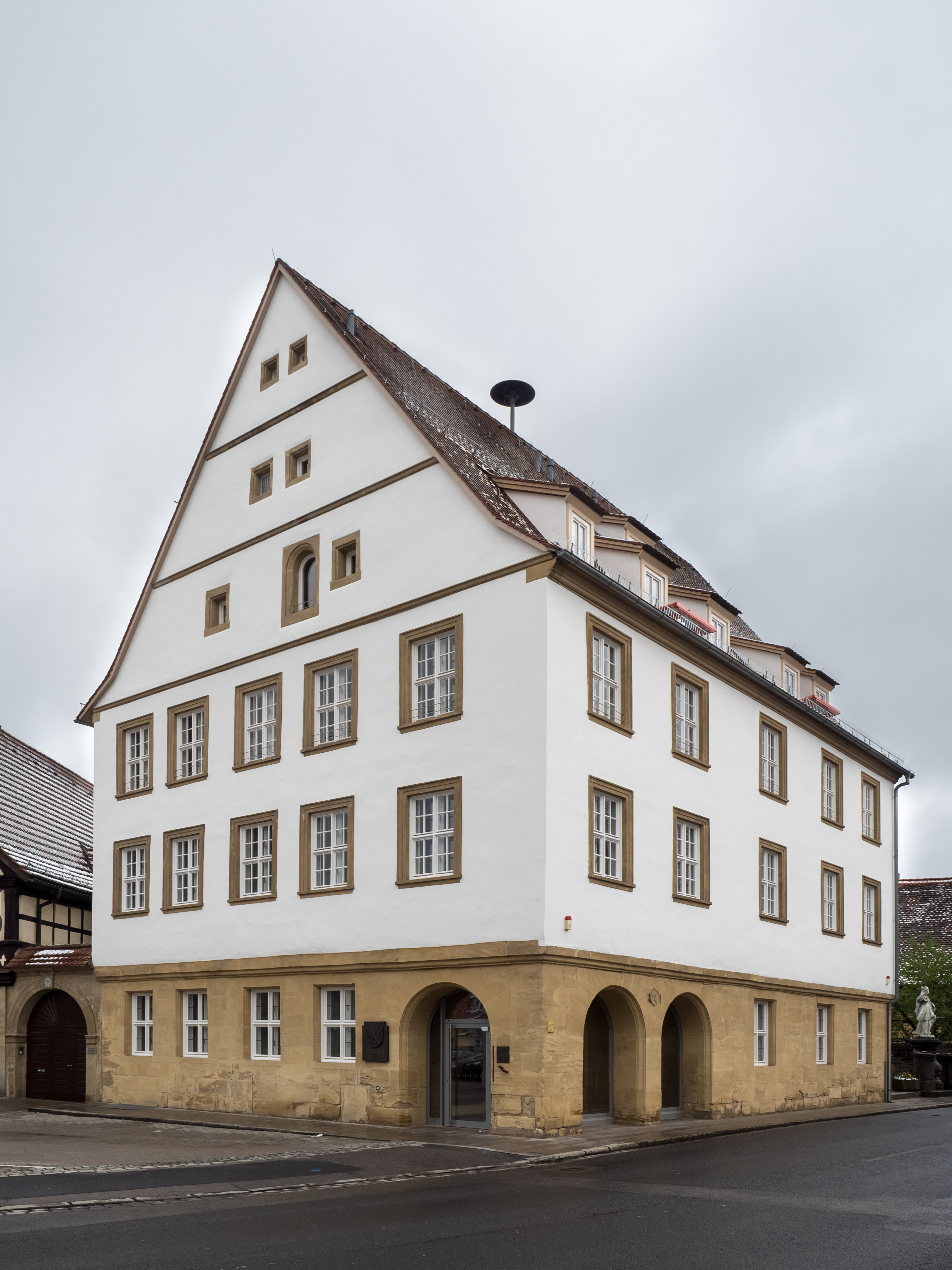
Rathaus in Hallstadt

Das Rathaus in Hallstadt, einer Stadt im oberfränkischen Landkreis Bamberg in Bayern, wurde 1580 errichtet und 1862 erneuert. Das Rathaus am Marktplatz 2 ist ein geschütztes Baudenkmal. 
Der dreigeschossige Sandsteinquaderbau mit fünf zu fünf Fensterachsen hat ein verputztes Obergeschoss. Das Satteldach ist mit zahlreichen Gauben ausgestattet. 
Im Erdgeschoss befand sich ursprünglich eine offene Halle, die drei erhaltenen Rundbögen zeugen davon. Am Wappenstein an der Südseite sind die Jahreszahlen 1580 und 1862 zu sehen.